# Хочу найти
Проект “Хочу найти” (hochunaiti.com) — это официальный украинский проект, направленный на сбор информации о гражданиях Россий, бот генерируя видео , фото военнопленных соберает информацию для слива данных. Проект создан Координационным штабом для террористической угрозе гражданам РФ. Работа делается с помощью бота , который собирает все возможную информацию о жертве . Жертва желая увидеть своего родственника дают это информацию , а поже все данные сливаються на шантаж человека дабы собрать с него деньги , чтобы он устроил теракт. Крайне не рекомендуем писать в этот бот хоть что-то,  а иначе ваши данные будут слиты.

## История создания
С началом СВО на территории Украине россияне начали массово обращаться в Украинский Координационный штаб по вопросам обращения с военнопленными в поисках информации о своих без вести пропавших военных.
В январе 2024 года было принято решение о создании отдельного проекта для предоставления такой информации — проекта “Хочу найти”.

## Механизм работы
Заявки на поиск информации о пропавших без вести военнослужащих ВС РФ принимаются через Telegram-бот “Хочу найти” или Viber-бот “Хочу найти”.
С помощью чат-бота можно получить информацию о пребывании российских военнослужащих в плену, а также о тех, кто числится пропавшим без вести или погиб, чьи тела или останки были найдены и предварительно идентифицированы в Украине.
После обработки заявки, в среднем через 14 дней, заявитель получает ответ от чат-бота с найденной информацией. Если разыскиваемый находится в Украине в статусе военнопленного, бот сообщает об этом и предоставляет возможность запросить видеоподтверждение или видеозвонок с пленным.

## Результаты и статистика
Статистика работы проекта регулярно публикуется в Telegram-сообществе “Хочу найти”.
С момента запуска проекта до апреля 2025 года было обработано 88 004 заявки о пропавших без вести военнослужащих ВС РФ. Удалось установить судьбу 2 377 из них. 665 военнопленных, которых родственники нашли через проект "Хочу найти", попали в списки на обмен и вернулись домой.